# Diga di Akosombo
La diga di Akosombo è una diga sul fiume Volta, situata nella zona sud-orientale del Ghana, che dà origine al più vasto lago artificiale al mondo, il lago Volta. Il bacino idroelettrico che si forma rifornisce di energia elettrica il Ghana e i paesi circostanti dell'Africa occidentale, tra cui il Togo e il Benin.

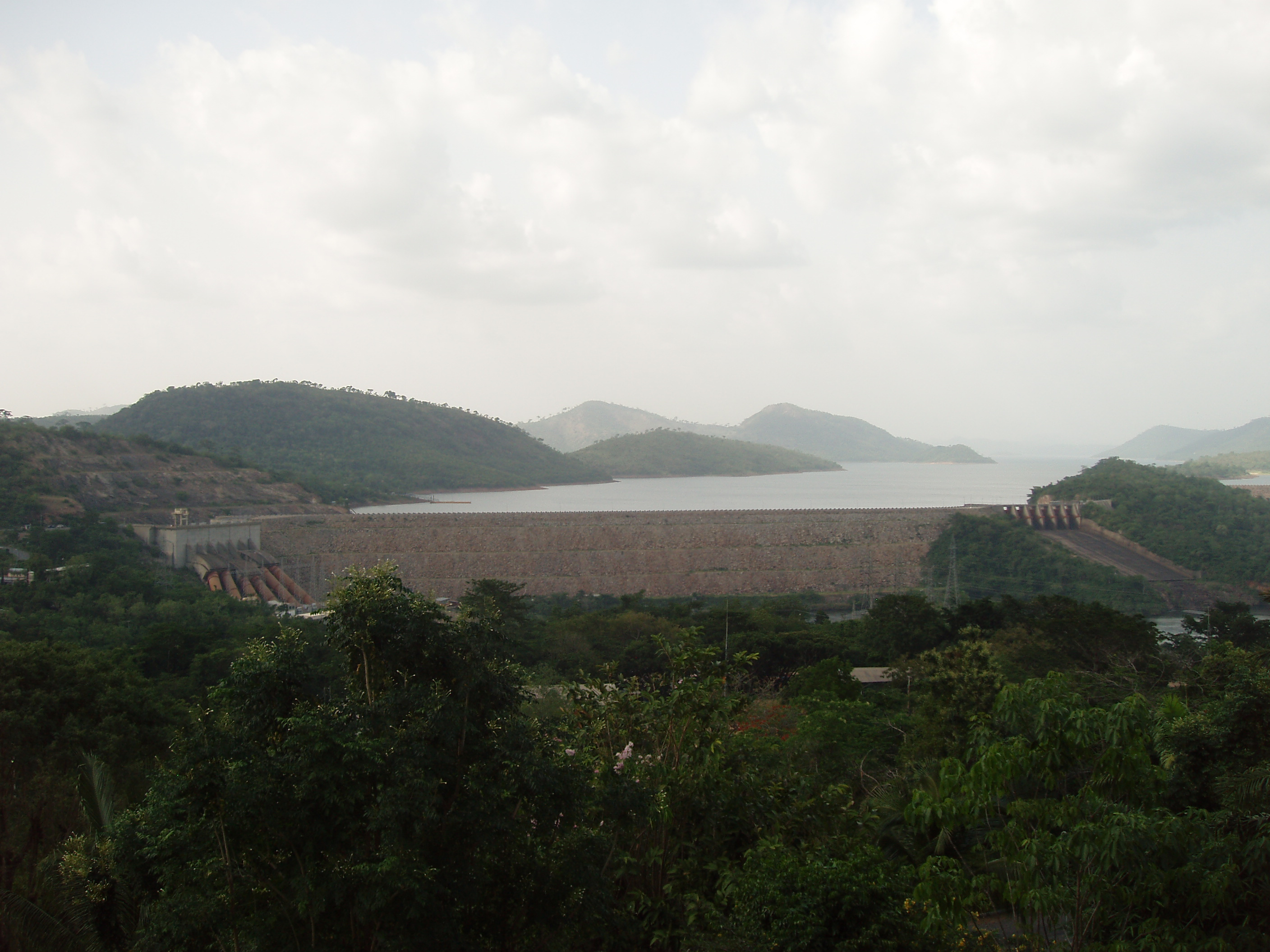
La diga di Akosombo vista dall'Hotel Volta

La progettazione della diga, larga 660 metri e alta 114 metri, iniziò intorno al 1940, quando ancora il Ghana era colonia britannica con il nome di Costa d'Oro. Per la sua realizzazione, tra il 1961 e il 1965 furono spesi circa 130 milioni di sterline, finanziati in parte con l'intervento della Banca Mondiale, degli Stati Uniti e del Regno Unito.
Nei periodi di siccità, quando scarseggia l'acqua nel lago Volta, il bacino è in grado di produrre un minore quantitativo di energia. L'Autorità ghanese del fiume Volta, che si occupa della gestione della fornitura dell'energia elettrica, è stata spesso criticata per la politica di privilegio nei riguardi dei contratti di fornitura con i paesi vicini, rispetto alla soddisfazione delle necessità delle città del Ghana, che soffrono frequenti black-out per limitare forzatamente il consumo energetico.
Altri utenti privilegiati per l'approvvigionamento dell'energia sono le industrie produttrici di alluminio, come la Kaiser Aluminium e la Volta Aluminium Company; la costruzione della diga, infatti, è dovuta in parte alla necessità legate allo sfruttamento delle risorse del sottosuolo nella regione. Parte delle materie prime per il pieno sfruttamento dell'attività industriale, però, devono comunque essere importate, e la popolazione del Ghana, che non percepisce benefici, né direttamente con una efficiente erogazione dell'elettricità, né indirettamente sotto il profilo economico, ne contesta la dispendiosità e il gravoso impatto ambientale.